# Плюсса (станция)
Плюсса — железнодорожная станция на железнодорожной ветке Луга — Псков.
Находится в одноимённом посёлке в 182 км от Санкт-Петербурга на перегоне между остановочными пунктами 177 км и 197 км.
На станции останавливаются скоростные поезда "Ласточка" Санкт-Петербург — Псков и пригородные поезда по маршруту Луга-1 — Псков (2 пары поездов в день).
| Сезонное обращение поездов | Сезонное обращение поездов | Сезонное обращение поездов | Сезонное обращение поездов |
| № поезда                   | Маршрут движения           | № поезда                   | Маршрут движения           |
| -------------------------- | -------------------------- | -------------------------- | -------------------------- |
| 223                        | Санкт-Петербург — Псков    | 224                        | Псков — Санкт-Петербург    |